# Caplin Cove (Avalon)
Caplin Cove is een gemeentevrije plaats in de Canadese provincie Newfoundland en Labrador. De plaats bevindt zich in het zuidoosten van het eiland Newfoundland.

## Geografie
Caplin Cove ligt aan de noordoostkust van Bay de Verde, een schiereiland dat op zijn beurt deel uitmaakt van het grote schiereiland Avalon. De plaats ligt aan het gelijknamige inhammetje van de Atlantische Oceaan, nabij de noordrand van Conception Bay. Caplin Cove ligt aan provinciale route 70, op 3 km ten zuiden van Old Perlican en ruim 3 km ten noorden van Lower Island Cove. Het gehucht Low Point ligt 2,5 km verder naar het noordoosten toe.

## Demografie
| Jaar | Aantal inwoners | Verschil |
| ---- | --------------- | -------- |
| 1991 | 129             | –        |
| 1996 | 135             | +4,7%    |

Vanaf de volkstelling van 2001 worden er niet langer aparte censusdata voor Caplin Cove bijgehouden. De plaats maakte tijdens de meest recente volkstelling (2016) deel uit van de designated place (DPL) Caplin Cove-Low Point.

## Galerij

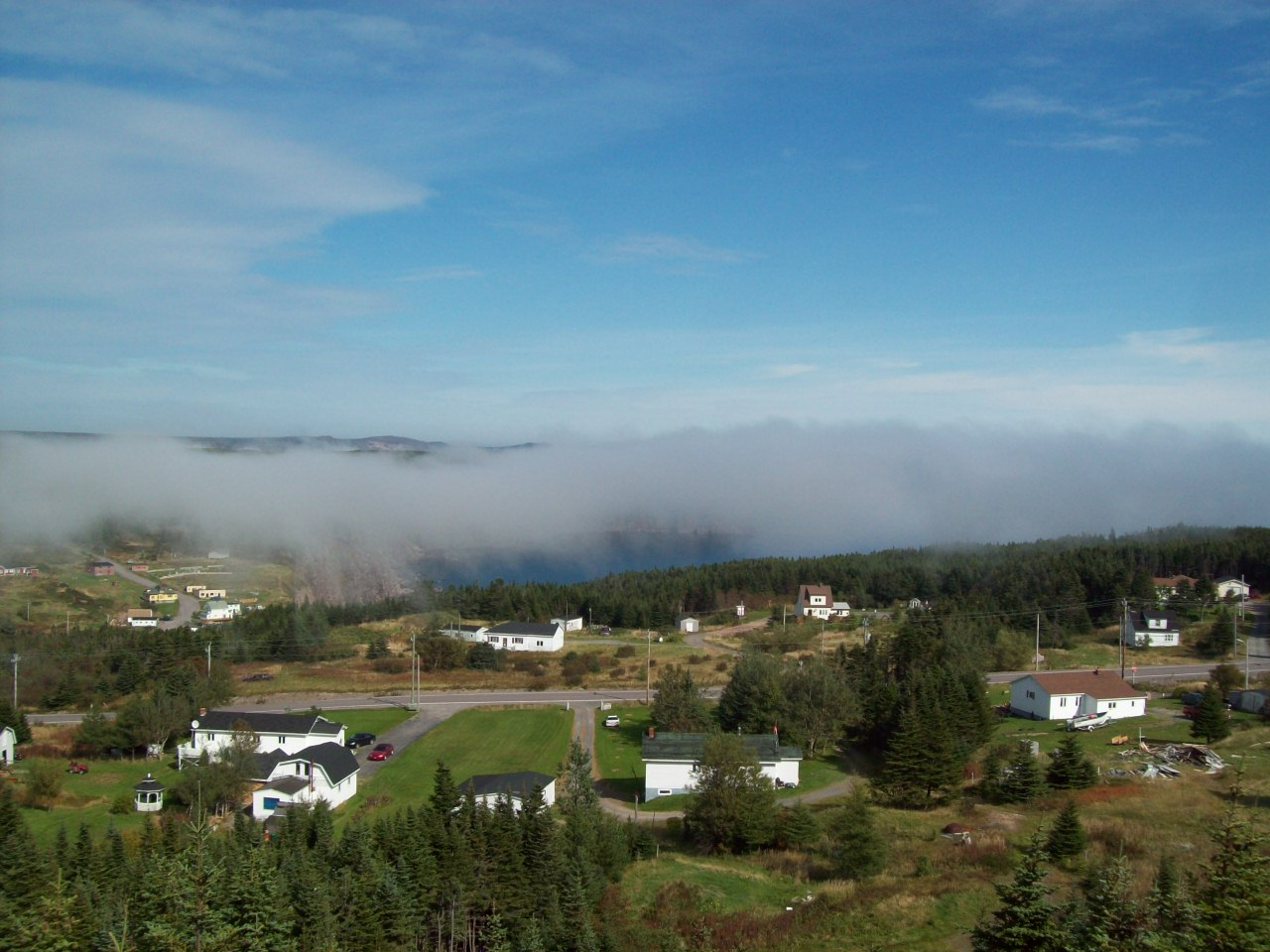
Zicht op Caplin Cove
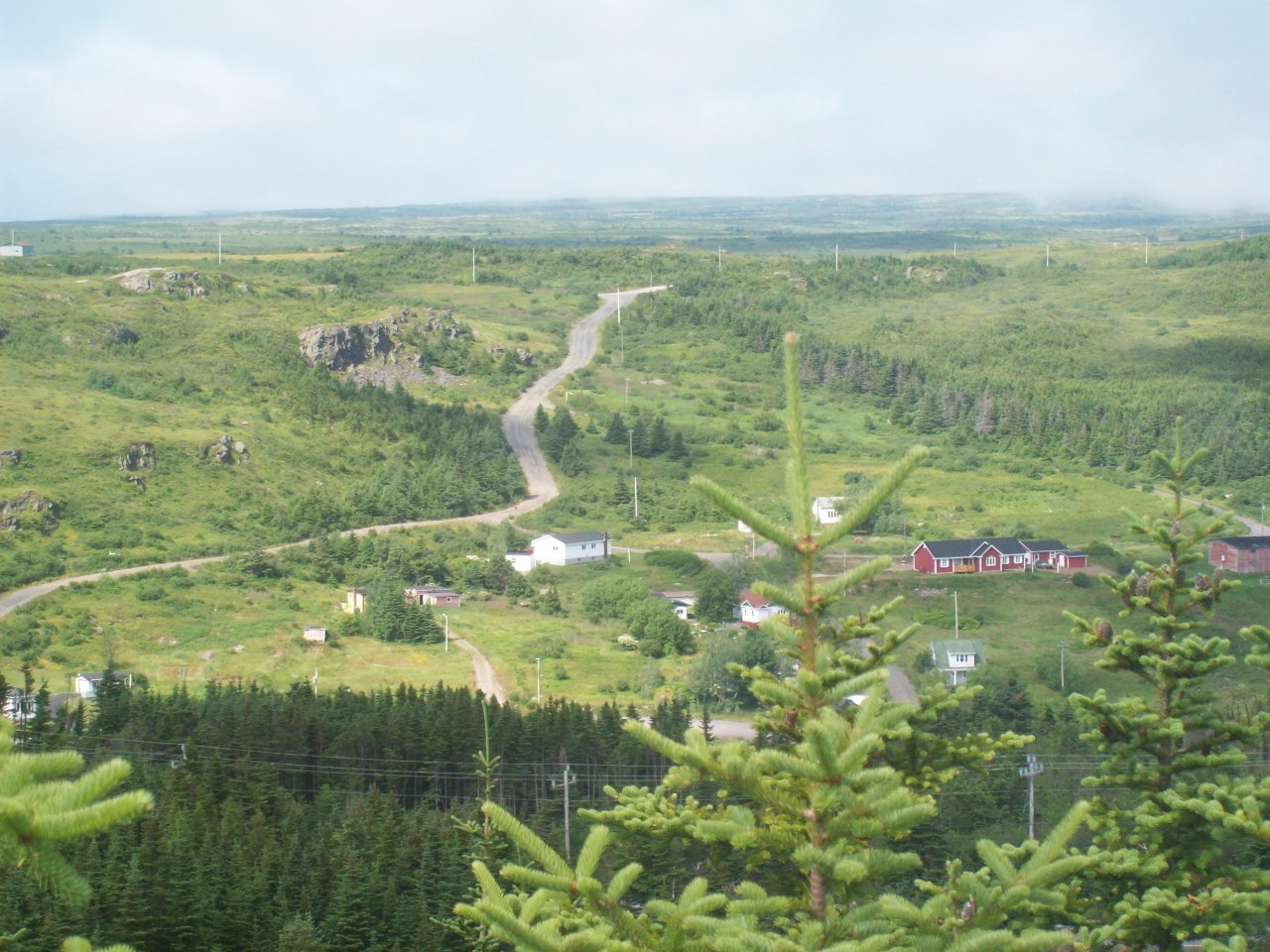
Landschap aan de rand van het dorp